# Morteirete
Morteirete é um tipo de morteiro ligeiro, desenvolvido pela Fábrica de Braço de Prata (FBP) para uso do Exército Português no final da década de 1960. Este tipo de arma destinou-se a ser usado pela infantaria ligeira em áreas densamente arborizadas, como eram as da selva africana de Angola, Moçambique e Guiné onde decorria a Guerra do Ultramar.
Basicamente, o Morteirete FBP é um morteiro de calibre de 60 mm que possui uma bandoleira especial, com marcações que permitem o cálculo rápido e instintivo da distância de tiro. Esta característica da arma permite o seu uso sem ser necessário o bipé, o prato-base e a mira que normalmente equipam os morteiros convencionais, tornando-a assim muito mais leve e fácil de usar por tropas ligeiras apeadas.